# Swordsman III
Swordsman III is een fantasy film uit Hongkong onder regie van Ching Siu-Tung en Raymond Lee.

## Verhaal
De Spanjaarden, Japanners en Ming troepen zijn op zoek naar de heilige scroll van de gestorven demon Asia the Invincible. Maar dan blijkt hij/zij nog te leven. Asia wil weer de wereld veroveren en bindt met alle groepen de strijd aan. Ook rekent ze af met een aantal nep Asia's, die van haar afwezigheid dachten te profiteren.

## Cast
| Acteur       | Personage            |
| ------------ | -------------------- |
| Brigitte Lin | Asia the Invincible  |
| Joey Wong    | Snow                 |
| Eddy Ko      | Marine kapitein Chin |
| Rongguang Yu | Ming officier Fong   |

## Alternatieve titels
- Swordsman III: East Is Red
- East Is Red
- Invincible Asia 2: Turbulence Again Rises
- Titel in Chinese karakters 东方不败之风云再起
 (Uitspraak in Kantonees: Dung fong bat baai 2: fung wan joi hei)
 (Uitspraak in Mandarijn: Dong fang bu bai 2: feng yun zai qi)

## Swordsman films
1990 - Swordsman

1991 - Swordsman II: The Legend of the Swordsman

1992 - Swordsman III: East is Red